# Hydrolase

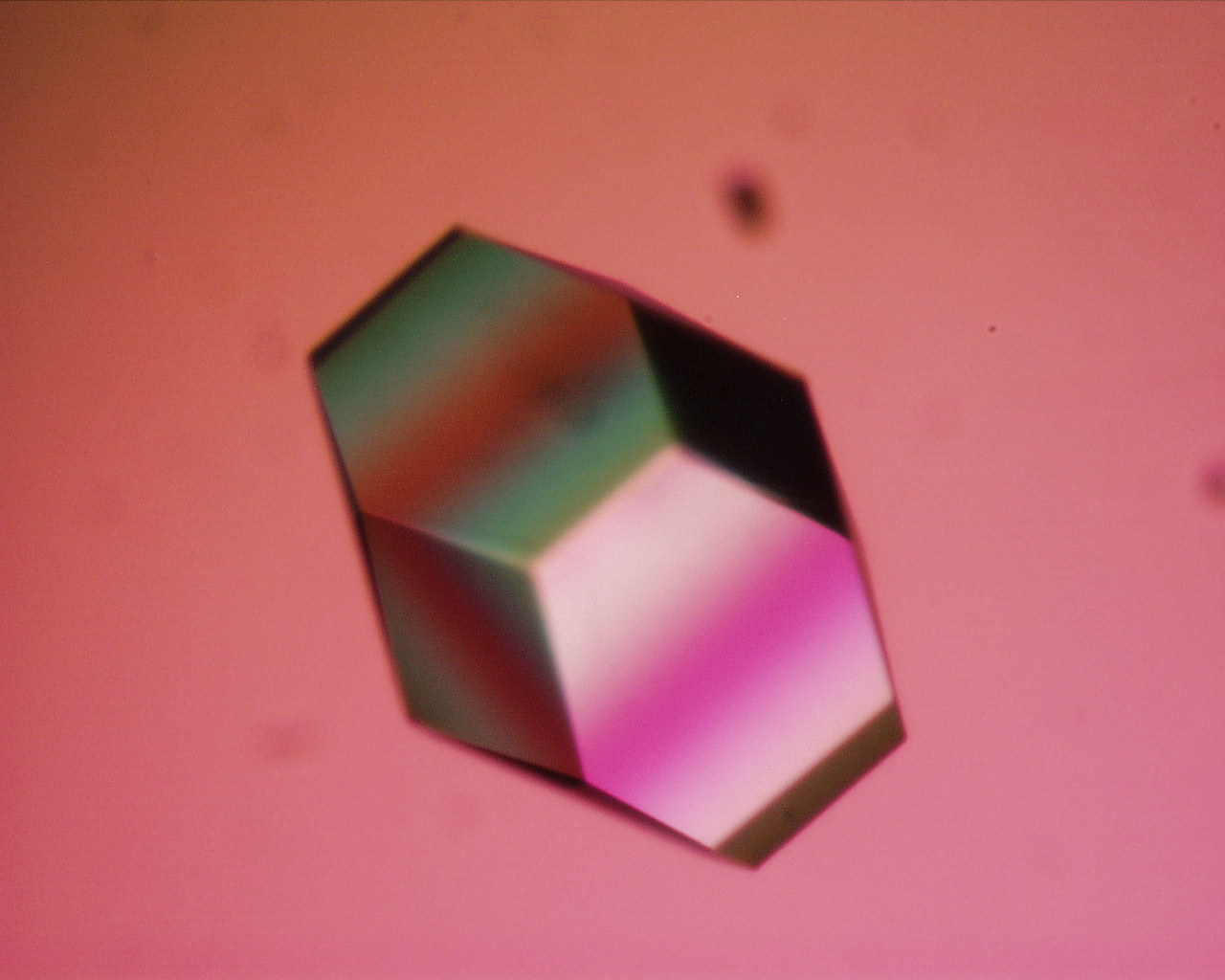
Cristal de lysozyme

Les hydrolases constituent une classe d'enzymes qui catalysent les réactions d'hydrolyse de molécules suivant la réaction générale :
On y trouve par exemple
- les estérases, qui hydrolysent les esters (R-CO-O~R'),
- les peptidases, qui hydrolysent les liaisons peptidiques (AA1-CO~NH-AA2),
- les glycosidases, qui hydrolysent les oligo- ou polysaccharides (sucre1-O~sucre2),
- les phosphatases, qui hydrolysent les produits phosphorés (exemple : ATP + H2O ⇌ ADP + P).

Ces enzymes ne nécessitent en général pas de coenzymes. Elles sont activables par des cations.
On rencontre des hydrolases dans les lysosomes des cellules. Les hydrolases lysosomales, particulièrement acides, présentent un pH d'environ 5 lorsqu'elles sont activées. Elles sont enfermées de façon étanche au sein du lysosome dont la libération brutale du contenu pourrait lyser la cellule.
Elles sont classées dans le groupe EC 3 dans la nomenclature EC, et sont réparties en 13 sous-groupes, en fonction du type de liaison qui sera coupée.

## Classification EC

### Groupe EC3.1 (estérases)
Elles agissent sur les liaisons ester de type R-CO-O-R'.

#### EC 3.1.23 & EC 3.1.24
Endodésoxyribonucléases spécifiques incluses aujourd'hui dans EC 3.1.21.3, EC 3.1.21.4 et EC 3.1.21.5.

### Groupe EC3.2 (glycosylases)

#### EC 3.2.3:Hydrolases spécifiques des liaisons S-glycosidiques
Groupe vide : la seule enzyme (EC 3.2.3.1) a été déplacée vers EC 3.2.1.147.

### Groupe EC3.4 (peptidases)
Les sous-groupes EC3.4.1 à EC3.4.4 ont été supprimés et les enzymes autrefois répertoriées dans ces groupes réparties dans les groupes nouvellement créés (EC3.4.11 à EC3.4.24). La liste qui suit donne la correspondance entre l'ancienne numérotation et la nouvelle.

#### EC 3.4.12
Sous-groupe aujourd'hui disparu. La liste suivante donne la correspondance entre les anciens numéros et les nouveaux.

#### EC 3.4.99:Endopeptidasesdont le mécanisme d'action est inconnu
Dans ce sous-groupe sont placées les enzymes dont on ne connaît pas encore le mécanisme d'action. Dès que celui-ci est connu, l'enzyme est reclassée. La liste ci-après donne la nouvelle nomenclature donnée aux enzymes en attente. Actuellement, cette liste ne contient aucune enzyme en attente.

### Groupe EC3.9 (enzymes agissant sur les liaisons N-P)
Ce groupe ne contient actuellement qu'une seule enzyme, la phosphoamidase, qui hydrolyse la N-phosphocréatine en créatine.

### Groupe EC3.12 (enzymes agissant sur les liaisons S-S)
Ce groupe ne contient qu'une seule enzyme, la trithionate-hydrolase, qui hydrolyse le trithionate en thiosulfate et sulfate.

## Exemples d'hydrolases (par ordre alphabétique) avec leur type d'action
- aminopeptidase ou aminoacyl-peptidase hydrolase (peptidase)
- carboxypeptidase A ou peptidyl-L aminoacide hydrolase (peptidase)
- cholestérol estérase (estérase)
- chymotrypsine (protéase)
- désoxyribonucléases (estérase)
- β-glucosidase ou β-D-glucoside glucohydrolase (osidase)
- lipases ou glycérol-ester hydrolases (estérase)→ ex: lipases pancréatiques
- lysozyme (osidase)
- maltase (osidase)
- phosphatase alcaline (par exemple d'Escherichia coli) (estérase)
- phospholipase A1 (estérase)
- phospholipase A2 (estérase)

NB : Certaines phospholipases A contenues dans certains venins de serpents peuvent provoquer une hémolyse importante.
- phospholipase C (estérase)
- phospholipase D (estérase)
- ribonucléases (estérase)
- trypsine (peptidase)

## Sources
- Nomenclature Committee of the International Union of Biochemistry and Molecular Biology.